# Memot
Memot es uno de los 16 distritos que forman la provincia camboyana de Tboung Khmum, con una población estimada en marzo de 2008 de 148 463 habitantes. Está dividido en las siguientes  comunas (khum), que se muestran asimismo con población estimada de 2008:
- Chan Mul 5,947
- Choam 5,965
- Choam Kravien 10,854
- Choam Ta Mau 8,850
- Dar 20,733
- Kampoan 13,129
- Kokir 8,177
- Memong 6,704
- Memot 16,261
- Rumchek 12,970
- Rung 8,583
- Tonlung 10,555
- Tramung 13,690
- Treak 6,045[1]